# Landratsamt Ansbach
Das Landratsamt Ansbach ist die Verwaltungsbehörde des Landkreises Ansbach in Mittelfranken. Es befindet sich in der Crailsheimstraße 1 in Ansbach, das selbst nicht zum Landkreis Ansbach gehört, sondern kreisfrei ist. Behördenleiter ist seit den vorgezogenen Landratswahlen 2012 Landrat Jürgen Ludwig (CSU).
Die Hauptdienststelle des Landratsamtes liegt in Ansbach. Sie ist in zwei Dienstgebäude gegliedert. Zudem gibt es sieben weitere Außenstellen im Landkreis: In Dinkelsbühl und Rothenburg ob der Tauber befindet sich je eine Stelle des Gesundheitsamtes, des Jobcenters und der Kfz-Zulassungsstelle. Letztere hat zudem eine Einrichtung in Feuchtwangen.